# Janet Steinbeck
Janet Steinbeck (n. 27 februarie 1951, Brisbane, Queensland, Australia) este o înotătoare ce a reprezentat Australia, medaliată olimpică. A participat la o ediție a Jocurilor Olimpice (1968) în care a câștigat două medalii de argint.